# Методи Стойнев
Методи Иванов Стойнев е български футболист, по-късно изпълнителен директор на ПФК Септември (Симитли).

## Кратка биография
Роден е на 15 октомври 1973 година в село Полето, Благоевградско. Като футболист играе като нападател и атакуващ полузащитник за Банско, Пирин (Гоце Делчев), Пирин (Благоевград), Добруджа, Литекс (Ловеч), Спартак (Варна), Велбъжд, Вихрен (Сандански) и Велбъжд (Слокощица). От пролетта на 2007 година играе за Родопа (Смолян).
Шампион на България през 2004 година с Локомотив (Пловдив). Бронзов медалист през 2001 г. с Велбъжд през 2001 и през 2005 г. с Локомотив (Пловдив). Носител на Суперкупата през 2004 година с Локомотив (Пд).
В евротурнирите е изиграл 10 мача и е вкарал 1 гол (4 мача за Литекс и 2 мача за Локомотив (Пд) в КЕШ и 4 мача и 1 гол за Локомотив (Пд) в УЕФА).

### Край на състезателната кариера
Като играч на Септември (Симитли), през 2009 година е наказан с лишаване от състезателни права за 2 години, заради побой над играчи на Витоша (Бистрица), след мач от първенството на Западната В АФГ.
Това кара футболиста да прекрати кариерата си, а скоро след това отборът на Симитли влиза в Б ПФГ а Стойнев е назначен за изпълнителен директор на отбора.

## Статистика по сезони
- Банско – 1993/94 - В група, 18 мача/6 гола
- Пирин (ГД) – 1994/95 - Б група, 20/7
- Пирин (Бл) – 1995/96 - Б група, 24/10
- Пирин (Бл) – 1996/97 - Б група, 21/5
- Добруджа – 1997/98 - А група, 15/6
- Литекс – 1998/ес. - А група, 1/0
- Добруджа – 1999/пр. - А група, 12/3
- Литекс – 1999/ес. - А група, 15/2
- Спартак (Вн) – 2000/пр. - А група, 8/2
- Велбъжд – 2000/01 - А група, 23/7
- Локомотив (Пд) – 2001/02 - А група, 31/14
- Локомотив (Пд) – 2002/ес.
- Локомотив (Пд) – 2005/ес. - А група, 12/2
- Вихрен – 2006/пр. - А група, 13/5
- Велбъжд (Сл) – 2006/ес. - Западна Б група, 10/4
- ПФК Родопа (Смолян) – 2007/2008 - А група
- ПФК Септември (Симитли) – 2008/пр. 2009 – ЮЗ В АФГ